# Изоамилнитрит

Изоамилнитрит

Изоамилнитрит (CH3)2CHCH2CH2ONO — сложный эфир изоамилового спирта и азотистой кислоты.

## История
Впервые вещество было получено в 1844 году. Вошло в медицинское использование в 1867 году.

## Получение
Изоамилнитрит получают с помощью этерификации азотистой кислоты и изоамилового спирта.
{\displaystyle {\ce {C5H11OH + HO-NO -> C5H11ONO + H2O}}}

## Свойства
Жёлтая летучая жидкость с фруктовым запахом, tкип 99 °C, плотность 872 кг/м3; плохо растворима в воде, хорошо — в органических растворителях; медленно разлагается при хранении на свету.
В авиамодельной топливной смеси запах амилнитрита перебивает запах эфира при концентрации, в 10 раз меньшей. Запах крайне стоек, и держится в помещении часами.

## Применение
Изоамилнитрит под названием амилнитрит применяют как сосудорасширяющий лекарственный препарат. Его вдыхают при приступах стенокардии, иногда — при эмболии центральной артерии сетчатой оболочки глаза; мерцательной скотоме; при вдыхании паров изоамилнитрита происходит быстрое, но непродолжительное расширение кровеносных сосудов, особенно венечных сосудов сердца и сосудов мозга. Используется также как противоядие при отравлении синильной кислотой и её солями. Противопоказано применение изоамилнитрита при глаукоме. Так же известно применение ингаляции амилнитрита в качестве антидота при поражении сероводородом при производстве газоспасательных работ на химических авариях.
Помимо сосудорасширяющего действия, препараты на основе изоамилнитрита (или схожего по составу изобутилнитрита) применяют в качестве афродизиаков. Сленговое название таких препаратов — «Попперсы».
Используется в авиамоделизме как 3 % присадка к топливу компрессионных авиамодельных двигателей (основные компоненты топлива: керосин, диэтиловый эфир и касторовое масло в равных частях). Повышает мощность двигателя на 10-20 % с соответствующим уменьшением ресурса двигателя.

## Токсичность
Побочным эффектом вдыхания паров изоамилнитрита может быть нарушение цветовосприятия со стороны проводящей системы глаза, цианоз как результат кислородного голодания, приступ аритмии.